# Crameria accra
Crameria accra är en fjärilsart som beskrevs av Embrik Strand 1912. Crameria accra ingår i släktet Crameria och familjen nattflyn. Inga underarter finns listade i Catalogue of Life.